# Striospira
Striospira is een geslacht van weekdieren uit de klasse van de Gastropoda (slakken).

## Synoniem
- Striospira lucasensis Bartsch, 1950 => Crassispira kluthi Jordan, 1936